# Kathedrale von Lincoln

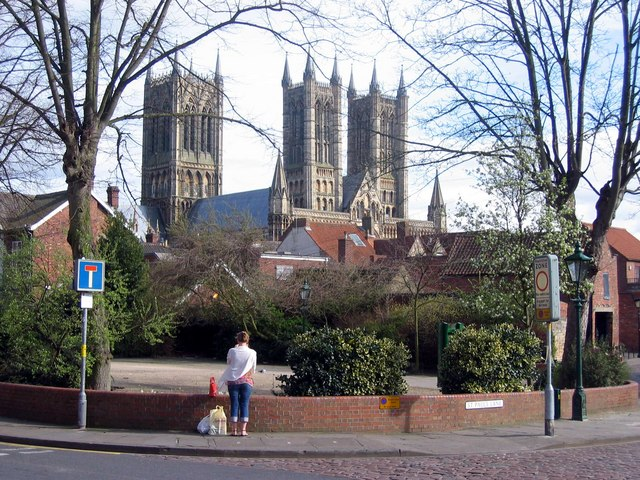
Drei annähernd gleich hohe Türme

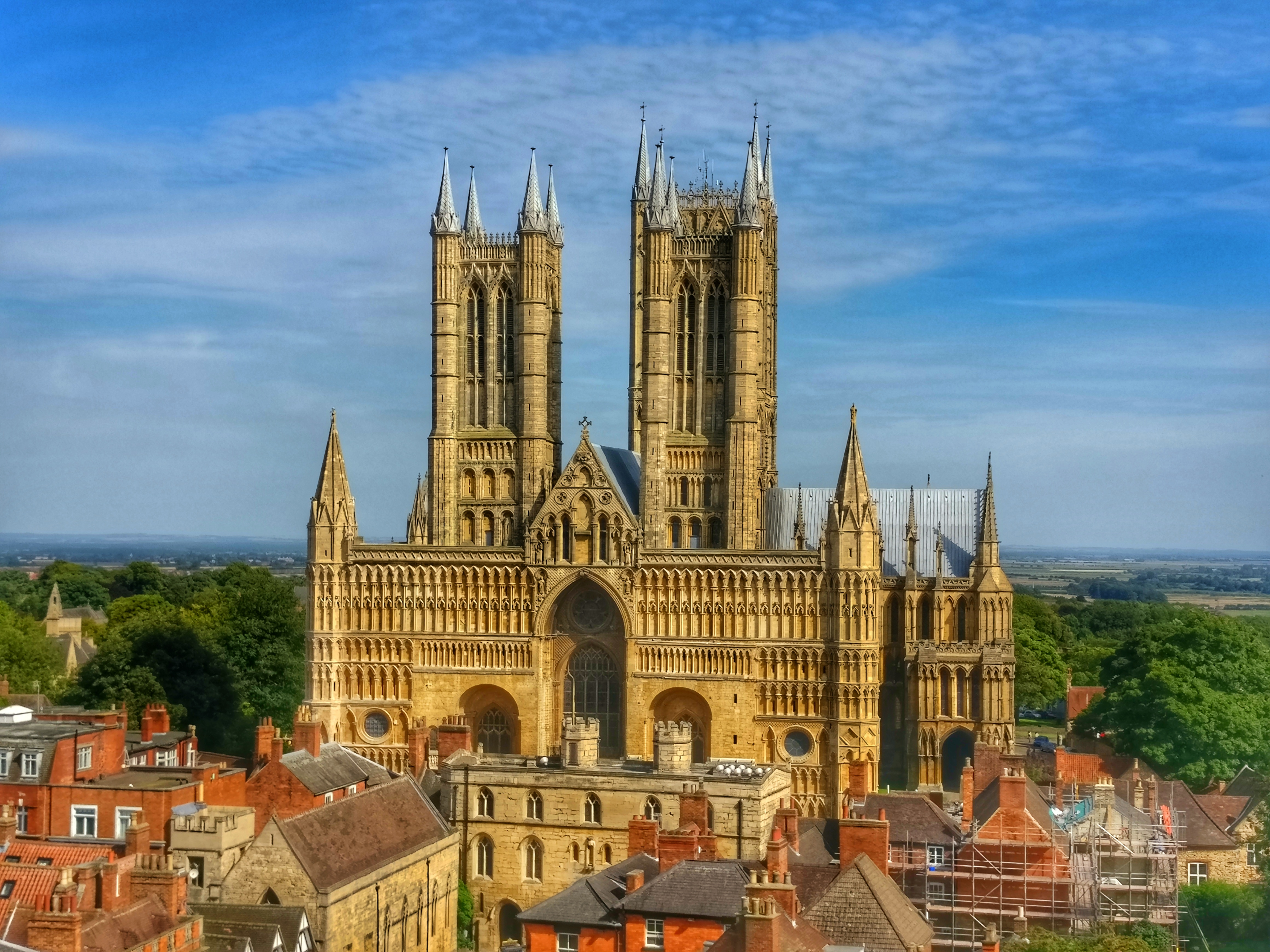
Westansicht

Die Kathedrale von Lincoln (Cathedral Church of the Blessed Virgin Mary of Lincoln, offiziell The Cathedral Church of St. Mary) ist eines der bedeutendsten Werke der englischen Gotik. Die ältesten Teile zeigen noch normannischen Baustil. Sie befindet sich im englischen Lincoln und ist die Kathedralkirche des anglikanischen Bischofs von Lincoln.
Auf dem heute flachen Abschluss des Vierungsturms befand sich ein hölzerner Turmhelm, welcher der Kathedrale nach einer ungesicherten Überlieferung eine Gesamthöhe von ca. 160 Metern (525 feet) verlieh. Somit war die Kathedrale von Lincoln mehr als 200 Jahre lang (ca. 1311–1549) das vermutlich höchste Gebäude der Welt und das erste Bauwerk, das diesen Titel nach der Cheops-Pyramide innehatte. Sie ist für ihren Engelschor und die sogenannten „verrückten Gewölbe“ bekannt und gilt als eine der Schulen der englischen Gotik.

## Lage
Der Bau befindet sich am Minster Yard in der Oberstadt von Lincoln. Sie liegt im Südosten der Altstadt gegenüber Lincoln Castle.

## Baukörper

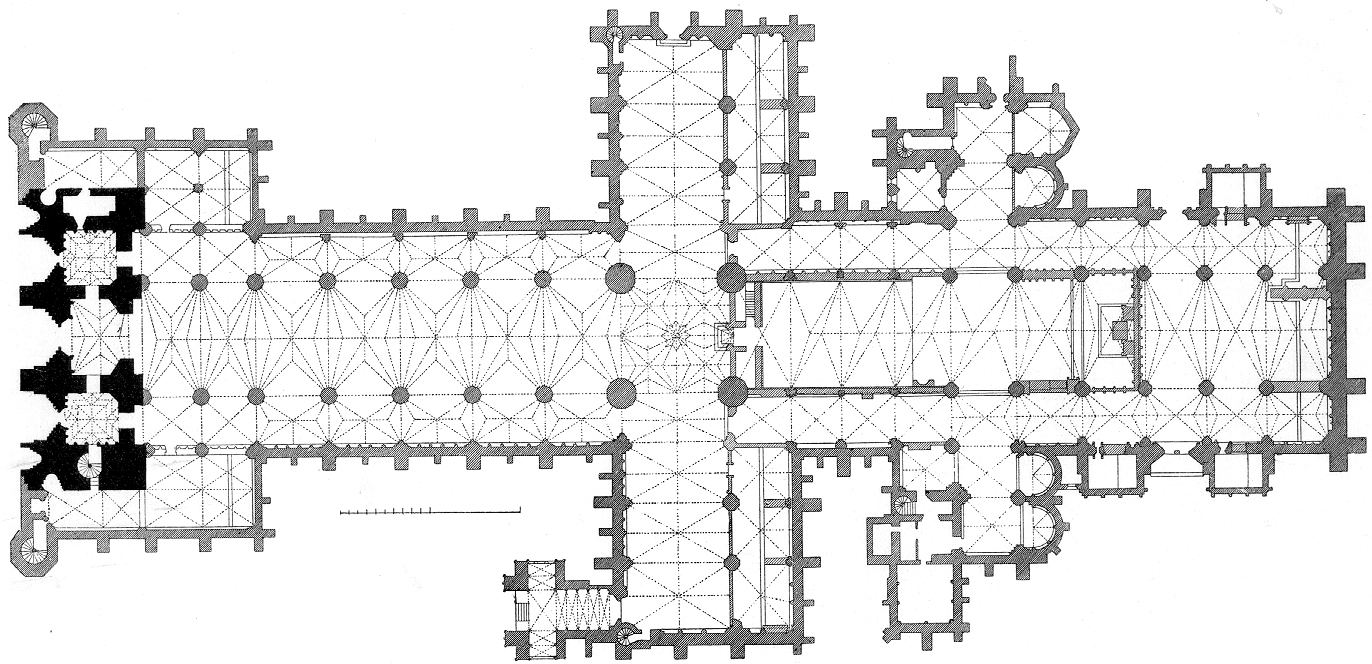
Grundriss der Kirche
(ohne Kreuzgang und Kapitelhaus)

Die Kathedrale von Lincoln ist heute ein riesiger, komplizierter Baukörper, zusammengesetzt aus Bauteilen verschiedenster Epochen, die sich in der Gliederung, der Gewölbebildung und der Ornamentierung niederschlagen. Für Dienstschäfte, Kapitelle und Sockelblenden wurde vor allem schwarzer Purbeck-Marmor in unterschiedlichen Ausführungen verwendet. An Pracht und Aufwand des Details dürfte ihr keine europäische Kirche gleichkommen.
In der heutigen Form ist Lincoln eine dreischiffige Emporen-Basilika mit weiten Jochen, in der Mitte zwei Querschiffen (das westliche ist länger und besitzt einen Vierungsturm). Während die englischen Kathedralklöster in der Regel frei in der Landschaft in einem eigenen Bezirk liegen, ist Lincoln wie die Kathedralen Kontinentaleuropas Bestandteil der Stadt. Sie ist weitherum als Landmarke sichtbar.

## Vorgeschichte

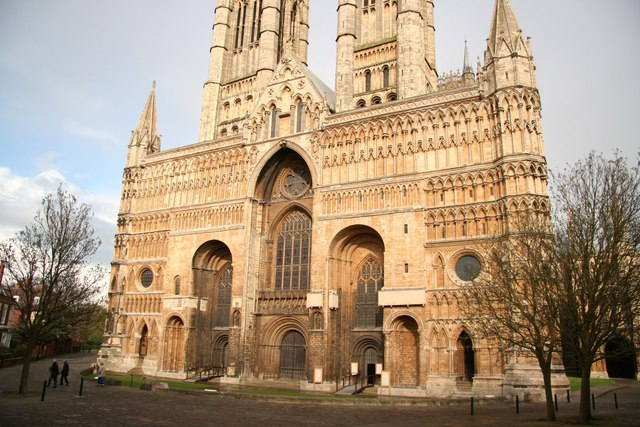
Untere Teile der Westfassade

Wilhelm der Eroberer nutzte im Jahr 1067, ein Jahr nach der Eroberung Englands, die Gelegenheit, einen seiner alten Weggefährten auf eine wichtige Machtposition zu bringen. Damals lag der Sitz der Diözese noch nicht in Lincoln, sondern in der Dorchester Abbey in Dorchester-on-Thames in Oxfordshire. Der dortige angelsächsische Bischof Wulfwig war 1067 gestorben. Wilhelm holte daraufhin Remigius von der Abtei Fécamp in der Normandie nach England (Rémy de Fécamp). In der Nähe der königlichen Festung begann im Schutz alter römischer Mauern und in beherrschender Lage auf dem Hügel von Lindum der Aufstieg der Abtei noch vor dem Jahr 1075, in dem der Beschluss gefasst wurde, Bischofssitze nur in größeren Städten zu errichten.
Die Bauarbeiten begannen 1072 und waren 1092 vollendet. Zwei Tage vor der Einsegnung der Kathedrale am 9. Mai starb Remigius. 
1137 oder 1139 gab es einen großen Brand. Der Wiederaufbau erfolgte unter Bischof Alexander (1123–48), genannt „der Prächtige“ wegen seines extravaganten und kostspieligen Geschmacks. Er ist verantwortlich für die figurenreiche Gestaltung der romanischen Westfassade. Über den Portalen der Westfassade befindet sich aus dieser Zeit noch ein Relieffries mit Szenen aus dem Alten und Neuen Testament zuseiten der Majestas Domini (um 1141–50). Hier zeigt sich der früheste Einfluss der Ile de France (Basilika Saint-Denis) in England.
Schwerere Schäden bewirkte das Erdbeben von 1185. Erhalten blieben wohl nur untere Teile der Westfassade und der Westtürme.
Diese Fassade aus dem 2. Viertel des 12. Jahrhunderts zeigt drei Nischen, deren Größe und Breite sich zur Mitte steigern. Oberhalb ihres Rundbogenabschlusses und seitlich füllen spitzbogige Blendarkaden die Fläche, ein Motiv, das beim Innen- und Außenbau englischer Kirchen sehr beliebt ist. Darüber steigen die Türme auf. Das Reliefband über dem romanischen Mittelportal ist späteren Datums. Es wurde im 14. Jahrhundert nachträglich eingefügt. Das große Mittelfenster im Perpendicular Style stammt aus dem 15. Jahrhundert.
Das romanische Westportal zeigt auf seinen Säulenschäften normannische Dämonen- und Zickzackornamentik. Vorbilder für die ornamentale Gestaltung vieler Motive finden sich in der Buchmalerei der „Schule von Winchester“ des 11. Jahrhunderts. Eine andere Motivquelle ist die Elfenbeinschnitzerei.
Alexander der Prächtige sorgte auch dafür, dass das Mittelschiff endlich ein Steingewölbe erhielt, damit ein möglicher nächster Brand nicht die gesamte Kirche erfassen konnte. Aber dann kam es am 15. April 1185 zu einem Erdbeben. Die Kathedrale wurde schwer beschädigt. Der Chronist Roger von Hoveden berichtet, die Kirche sei von oben bis unten gespalten worden.

## Neubau 1192–1235

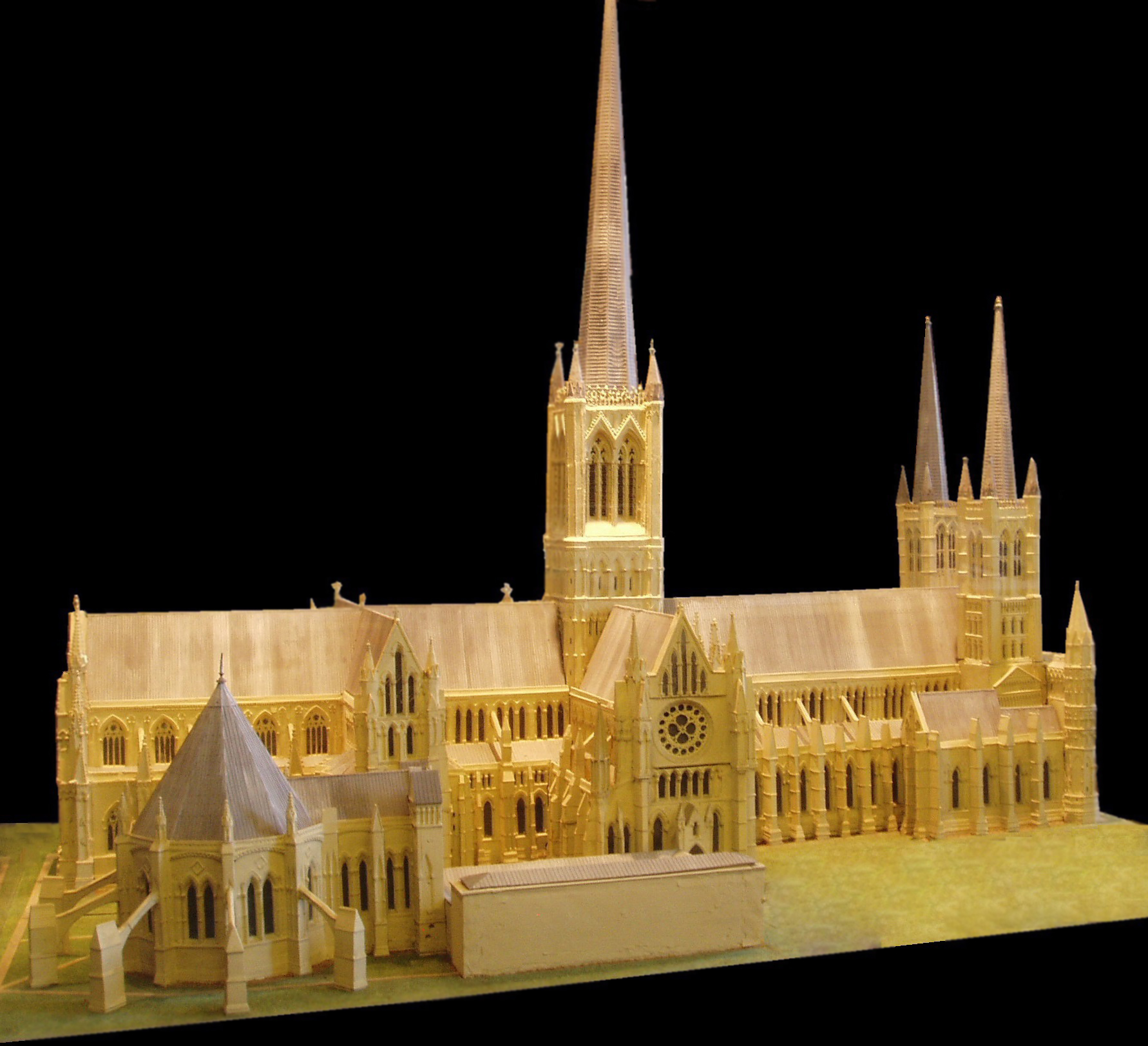
Modell des Bauzustands im Mittelalter, als alle drei Türme noch mit Turmhelmen versehen waren

Die Westfassade blieb erhalten, aber die übrige Kathedrale wurde nach dem Erdbeben unter dem neuen Bischof Hugo von Lincoln von Grund auf erneuert. Dieser aus Avalon in Frankreich stammende Hugo von Avalon war von 1186 bis zu seinem Tod 1200 Bischof und wurde bereits 1220 heiliggesprochen. Während seiner Amtszeit begann der Architekt Geoffrey de Noiers 1192 mit einem neuen groß angelegten Steinbau, der 1235 abgeschlossen wurde.

### Stilistische Grundzüge

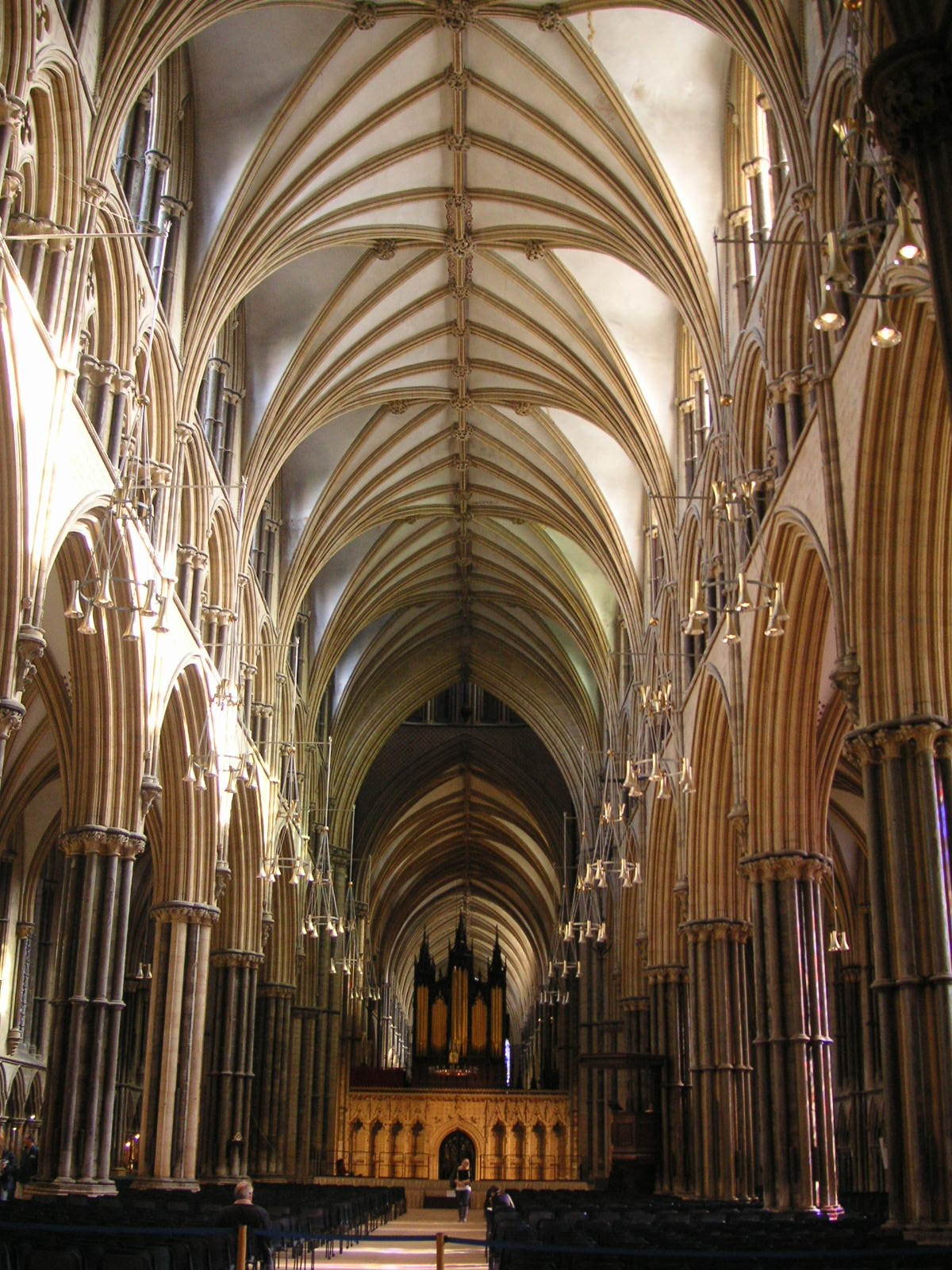
Hauptschiff und Chorschranke

Das Aufrisssystem des 12. Jhs. wurde aufgelockert. Das Hauptschiff wurde der für die Kirchen des Early English Style bestimmende Bau. Die neuen ganz schlanken Dienstbündel des vielteiligen Rippengewölbes setzen auf Konsolen auf oberhalb der Arkadenkapitelle; die Zwickel des Emporengeschosses werden von Rosetten durchbrochen. Weder die Horizontale noch die Vertikale beherrschen die Wandfläche. Im Querhaus verbindet um 1200 zum ersten Mal eine Längsrippe (Scheitelrippe) die Scheitelpunkte des Gewölbes (ungefähr gleichzeitig mit Ely). Das Sterngewölbe kündigt die Komplexität der spätgotischen Gewölbe an. Ein Teil der Gewölberippen verschwindet in der Wand, bevor das „tragende“ Kapitell erreicht wird – ein frühes Beispiel einer sonst erst in der Spätgotik auftretenden „Verschneidung“.
Zwischen den Obergadenfenstern und der unteren Arkadenreihe liegt das Triforiumsgeschoss, das aber auch Emporencharakter hat, d. h. der Raum hinter den Säulen ist betretbar, aber dunkel.
Die Seitenschiffe haben zwei Fenster pro Joch wie in Salisbury, jedoch eine reichere Gewölbezeichnung. Vor allem die Sockelblenden unter den Seitenschifffenstern treten in den unterschiedlichsten Formen auf. Im Chor werden sogar zwei Schichten solchen Blenden miteinander verschränkt.
Die Blendarkaturen finden eine Fortsetzung auch in den unteren Partien der Anbauten, seitliche Abschlüsse werden durch kleine Ecktürme ergänzt. Somit entsteht eine vor die Türme geblendete Schauwand.

### Bauverlauf
Man begann am östlichen Ende der Kirche mit einer Apsis und fünf kleinen Radialkapellen. Dann wurde das Hauptschiff erneuert. Um 1200 wurde das Dean’s Eye, ein Rundfenster, in die Außenseite des nördlichen Armes des großen Querhauses eingebaut. Ab 1220 wurde der Kreuzgang mit dem zehneckigen Kapitelhaus (frühestes gotisches) – ausnahmsweise auf der Nordseite – errichtet. Das Kapitelhaus wird seit dem 14. Jahrhundert von einem äußeren Strebenkranz gestützt. Vom inneren Mittelpfeiler strahlen die 20 Rippen des Sterngewölbes aus.
Unter Meister Geoffrey de Noiers kamen ein östliches Querhaus mit je zwei halbrunden Ostkapellen und vier Chorjoche (Vorderchor) hinzu, sowie ein westliches Querhaus mit Seitenschiffen an der Ostseite beider Flügel, die je drei Kapellen – nun aber gerade geschlossen – enthalten. Dann folgte 1220–1230 ein gotischer Ausbau der Westfassade, der auch für die heutige extreme Breite verantwortlich ist. Eigenartig ist, dass bei dieser Westfassade das normannische Nischenmotiv für die Gestaltung der Eingangszone beibehalten wurde. Über dem Mittelportal liegt der gotische Fries mit den Königen aus dem 14. Jh. Die Waffelmuster-Verkleidung der Flächen in der großen Nische des Mittelportales wird im Englischen gauffrure genannt. Sie ist möglicherweise von islamischen Wandverkleidungen angeregt.
Vom Langhaus wurden sieben Joche 1233 eingewölbt, wobei es zu einem ersten Versuch kam, das Gewölbe mit Rippen zu bereichern, und zwar durch Scheitel- und Flechtrippen. Hier begann der Prozess der allmählichen Auffächerung des Rippenbündels, zu dem es auf dem Festland keine Parallele gab. Die neue französische Erfindung der Strebewerkes wurde ausprobiert. Das ermöglichte auch den Einbau von größeren Fenstern.
1235 wurde Robert Grosseteste, ein berühmter Theologe und Wissenschaftler, Bischof. In seinen ersten Jahren entstand an der Westseite des südlichen Querhauses ein reich dekoriertes Seitenportal mit Vorhalle, das als „Galiläa“ bezeichnet wird (siehe Narthex). 1239 stürzte der gerade vollendete Vierungsturm ein.

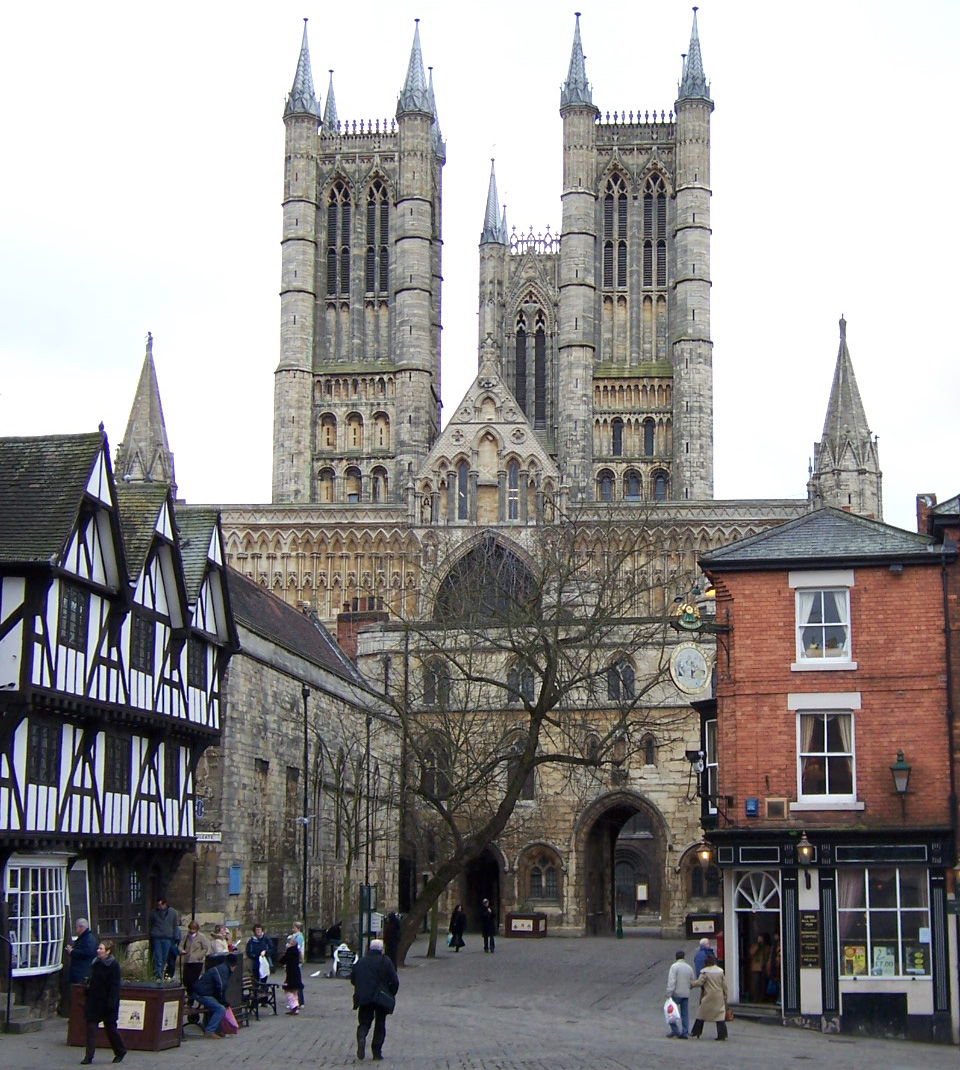
Westtürme und Vierungsturm

### Nach dem Einsturz des ersten Vierungsturms

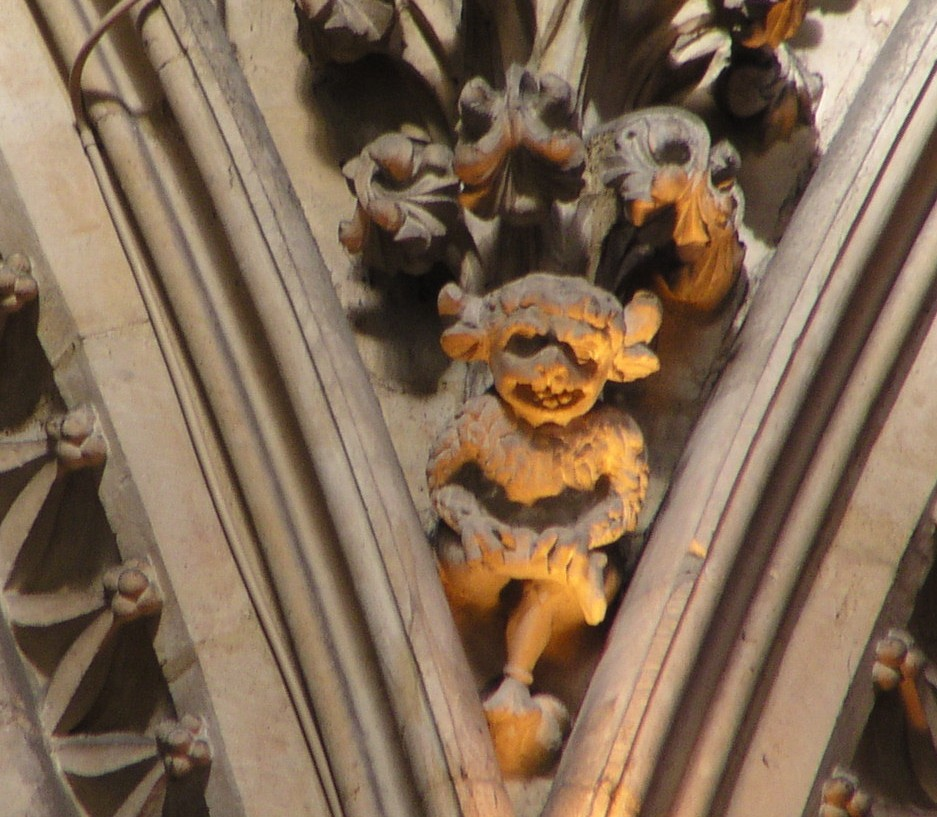
Lincoln Imp (dt. Kobold von Lincoln), ein Neidkopf an der Kathedrale

1256 bis 1320 folgten die Bauteile östlich des kleinen Querhauses, das Presbyterium und der Retrochor, der wegen seiner figürlichen Ausschmückung auch „Engelschor“ genannt wird und ein Frühwerk des Decorated Style darstellt mit Maßwerkformen von bis zu 18 Metern Höhe. Wegen dieser Osterweiterung der Kathedrale musste die Stadtbefestigung durchbrochen werden.
Nach Verstärkung der Vierungspfeiler wurde der Vierungsturm wiederaufgebaut. In den Jahren 1307–11 erhielt er sein heutiges Obergeschoss und darauf noch einen Turmhelm, der angeblich 525 feet (ca. 160 Meter) hoch war, so dass er bis zum Einsturz 1549 das höchste Gebäude der Welt gewesen wäre.
1300–1320 erhielt der Innenraum die berühmte Chorschranke (choir-screen) im extrem gesteigerten Decorated-Style. Das gewaffelte Rosettenmuster wird diaper-work genannt. Es wird vermutet, dass hier islamische Fliesenverkleidungen in Steinarbeit übersetzt wurden. In der französisch-englischen Buchmalerei erscheinen gleichzeitig solche Muster als „Damaszierung“ im Hintergrund von Figurenszenen.
1330 wurde das Bishop’s Eye genannte Rundfenster in der Stirnfront des südlichen Armes des großen Querhauses von 1325 eingebaut. Es war ursprünglich gleichzeitig mit dem Dean’s Eye entstanden und wurde jetzt rekonstruiert. In der zweiten Hälfte des 14. Jahrhunderts wurden unter John of Welbourne (gest. 1380) über, genauer hinter der alten normannischen Westfassade die Westtürme hochgezogen.
1484 (oder 1494) wurde an der Nordseite des Chors eine Kapelle angebaut, die Flaming’s Chantry genannt wird, später an der Südseite die Russel’s Chantry (1494) und die Longland’s Chantry (1521–30). Zwischen ihnen verblieb das alte Chorportal von 1270 mit seinem Jüngsten Gericht im oberen Bogenfeld. 1549 zerstörte ein Sturm den Helm des Vierungsturms, der seither seinen heutigen flachen Abschluss hat.

## Gewölbe

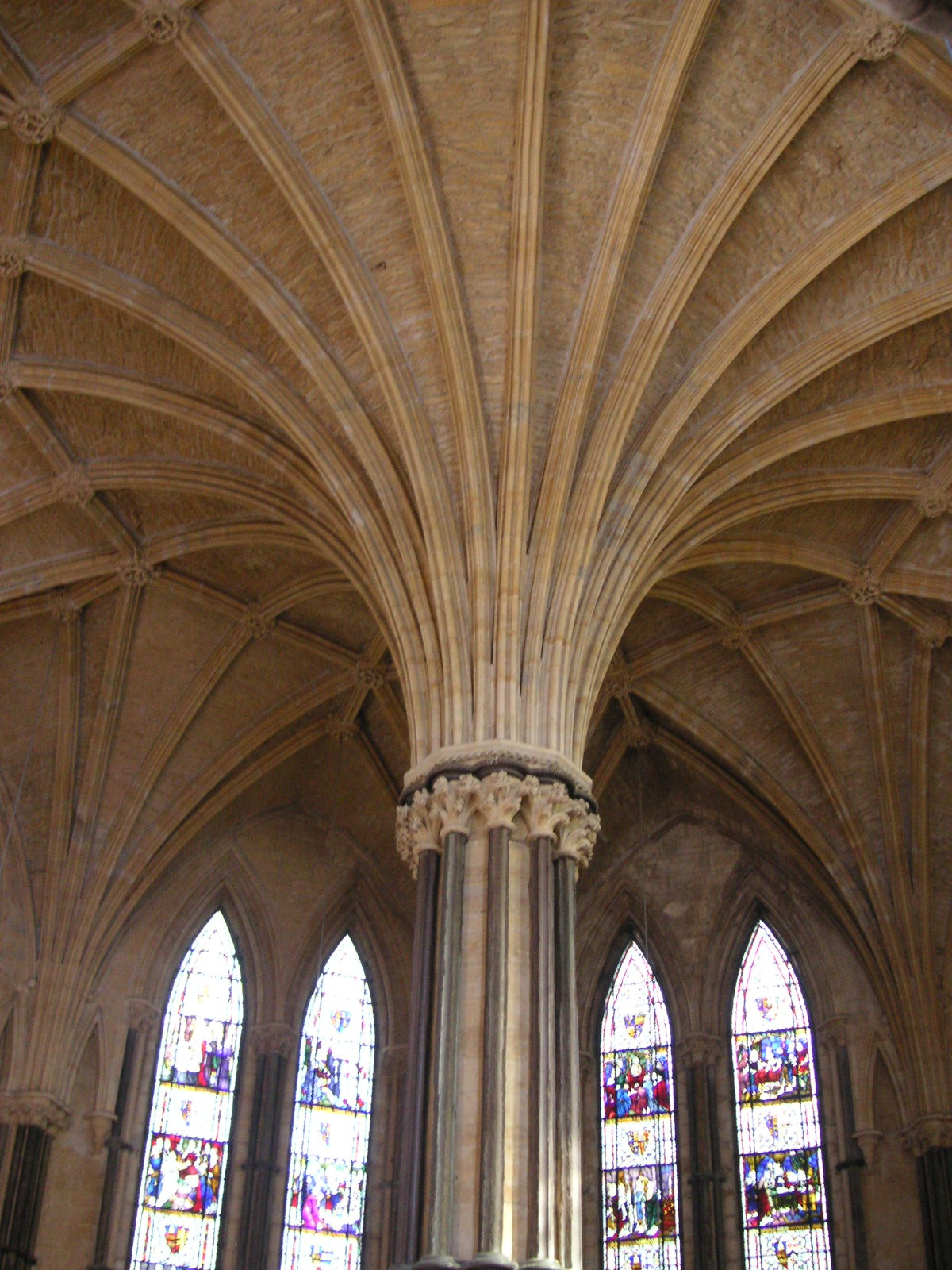
Kapitelhaus als Einstützenraum

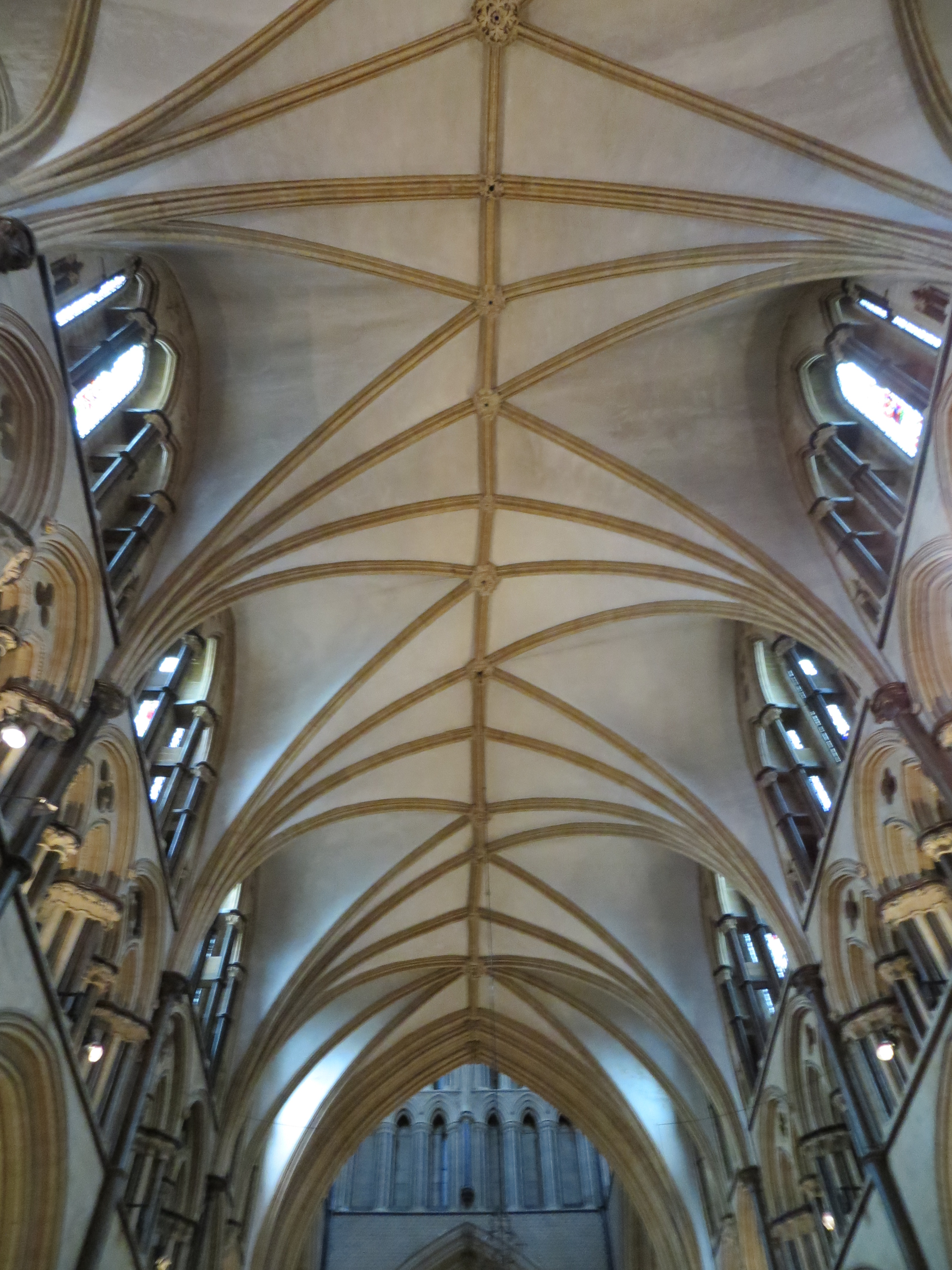
Die „verrückten Gewölbe“

Der Beginn der gotischen Baukunst in England wird allgemein mit dem Ostabschluss der Kathedrale von Canterbury 1175 angenommen, die eigentliche englische Gotik aber, das Early English, setzt mit dem Neubau der Kathedrale von Wells 1180 und Lincoln 1192 ein. Besonders im Gewölbebau geht England jetzt ganz eigene Wege. Es übernimmt zwar von Frankreich dessen Erfindung des Kreuzrippengewölbes, gebraucht es in seiner einfachen, ursprünglichen Form aber kaum, sondern entwickelt selbst Formen, die auf dem Festland entweder keine oder nur späte Nachahmung finden (Ende 14. Jh.).
Die erste Variation des ursprünglichen Rippenschemas fand im östlichen Querschiff hier in Lincoln statt (1192–1200), wo Scheitel- und Querscheitelrippen aufgenommen wurden, allerdings nicht im selben Gewölbefeld kombiniert (mit einer gewissen merkwürdigen Ausnahme an der nördlichen Schildwand, wo zwei „halbe“ Scheitelrippen einen rechten Winkel bilden). Im Hauptquerschiff (1200–20) wurden dann Scheitelrippen vollständig ausgeführt, und zwar von der Schildmauer bis zur Vierung.
Eine weitere frühe und gleichzeitig die merkwürdigste Veränderung im Kreuzrippensystem hat der Baumeister des Mittelschiffs im Vorderchor um ca. 1200 geschaffen, die so genannten crazy vaults („verrückten Gewölbe“), deren Figuration sich mit Worten nur schwer beschreiben lässt. Franz Hart spricht von einer „Spaltung der Diagonalrippe“, was als Beschreibung sicher nicht genügt. Es ergibt sich in der Aufsicht das Bild eines schräg von rechts oben betrachteten Paralleldaches – allerdings als Kippfigur, sodass sich das gleiche auch als Untersicht von links bezeichnen lässt. Die Scheitellinien der Stichkappen stehen dabei nicht senkrecht auf der Chorscheitellinie, sondern die der südlichen sind mehr nach Osten, die der nördlichen mehr nach Westen gewandt. Jedes Joch hat zwei Schlusssteine.
Der Nachfolger dieses Baumeisters in Lincoln war nicht ganz so experimentierfreudig. Er kehrte zur Symmetrie zurück und schuf 1233 im Langhaus-Gewölbe mit der Kombination von Scheitelrippe und mehreren Flechtrippen gleichzeitig das erste Stern- und Fächergewölbe, auch Strahlen- oder Palmengewölbe genannt; diese Form des Fächergewölbes ist zu unterscheiden von der später im Perpendicular-Stil aufkommenden so genannten „reifen Form des Fächergewölbes“.
Außergewöhnlich ist noch ein frühes Beispiel für ein erst in der Spätgotik angewandtes Prinzip, das der Verschneidung, wo ein Teil der Rippen vor dem Erreichen des Gewölbedienstes in der Wand verschwindet bzw. sich optisch in den anderen Rippen auflöst. Die Kathedrale von Lincoln war überhaupt ein Experimentierfeld für mehrere architektonische Richtungen, was zu einer Pracht und Detailfülle führte wie in kaum einer kontinentalen Kirche.

## Orgel

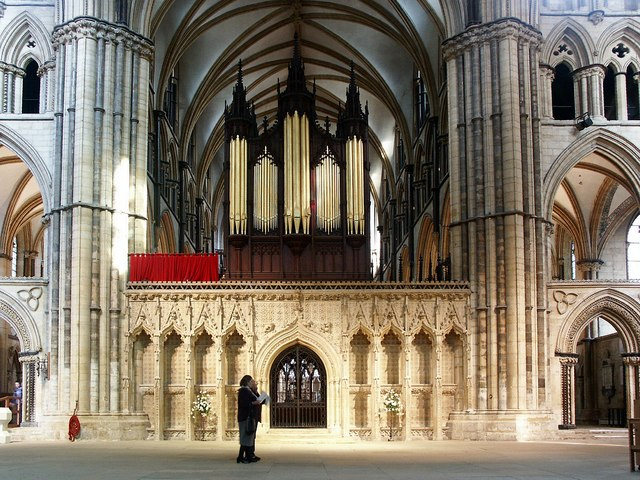
Lettner mit Orgelprospekt

Von 1563 bis etwa 1572 war William Byrd Organist und Chorleiter der Kathedrale.
Die Orgel auf dem Chorlettner wurde in den Jahren 1893 bis 1898 von dem Orgelbauer Henry Father Willis erbaut. Sie ersetzte ein Instrument, das 1826 von dem Orgelbauer William Allen in einem Gehäuse des Architekten E. J. Wilson erbaut worden war. In der Orgel wurde Pfeifenmaterial aus der Allen-Orgel wiederverwendet. Die Pläne für das neue Instrument hatte Henry Willis bereits 1885 vorgelegt. Angesichts der größeren Disposition wurde das Orgelgehäuse aus dem Jahre 1826 vergrößert. Teile der Orgel, u. a. das Schwellwerk, die Windanlage und die größten Pedalregister mussten außerhalb, u. a. im nördlichen Triforium untergebracht werden. Mit Fertigstellung im Jahre 1898 war die neue Orgel die Erste Kathedralorgel in England, deren Windanlage elektrisch betrieben wurde. Sie ist das letzte von Henry Willis persönlich gebaute Instrument.
1960 wurde die Orgel von den Orgelbauern Harrison & Harrison reorganisiert. Allerdings blieb der Pfeifenbestand von 1898 unangetastet und insbesondere in seiner historischen Intonation erhalten. Erneuert wurden die Windkanäle, die Mechanik und der Spieltisch. Zudem wurde das Instrument um sechs Register erweitert. Das Instrument hat heute 64 Register auf vier Manualen und Pedal. Die Trakturen sind elektropneumatisch.
| I Choir C–a3 |                    |        |
| 1.           | Lieblich Bourdon   | 16′    |
| 2.           | Open Diapason      | 8′     |
| 3.           | Lieblich Gedeckt   | 8′     |
| 4.           | Dulciana           | 8′     |
| 5.           | Viola da Gamba     | 8′     |
| 6.           | Hohl Flöte         | 8′     |
| 7.           | Gemshorn           | 4′     |
| 8.           | Concert Flute      | 4′     |
| 9.           | Nazard             | 2 ⁄3′  |
| 10.          | Piccolo Harmonique | 2′     |
| 11.          | Tierce             | 1 3⁄5′ |
| 12.          | Mixture III        |        |
| 13.          | Cor Anglais        | 16′    |
| 14.          | Corno di Bassetto  | 8′     |
|              | Tremulant          |        |

| II Great C–a3 |                      |       |
| 15.           | Double Open Diapason | 16′   |
| 16.           | Open Diapason I      | 8′    |
| 17.           | Open Diapason II     | 8′    |
| 18.           | Open Diapason III    | 8′    |
| 19.           | Stopped Diapason     | 8′    |
| 20.           | Claribel Flute       | 8′    |
| 21.           | Principal            | 4′    |
| 22.           | Flute Harmonique     | 4′    |
| 23.           | Twelfth              | 2 ⁄3′ |
| 24.           | Fifteenth            | 2′    |
| 25.           | Mixture III          |       |
| 26.           | Trombone             | 16′   |
| 27.           | Tromba               | 8′    |
| 28.           | Clarion              | 4′    |

| III Swell C–a3 |                      |     |
| 29.            | Double Open Diapason | 16′ |
| 30.            | Open Diapason I      | 8′  |
| 31.            | Open Diapason II     | 8′  |
| 32.            | Lieblich Gedeckt     | 8′  |
| 33.            | Salicional           | 8′  |
| 34.            | Vox Angelica         | 8′  |
| 35.            | Principal            | 4′  |
| 36.            | Lieblich Flöte       | 4′  |
| 37.            | Fifteenth            | 2′  |
| 38.            | Mixture III          |     |
| 39.            | Double Trumpet       | 16′ |
| 40.            | Trumpet              | 8′  |
| 41.            | Oboe                 | 8′  |
| 42.            | Vox Humana           | 8′  |
| 43.            | Clarion              | 4′  |
|                | Tremulant            |     |

| IV Solo C–a3 |                     |    |
| 44.          | Claribel Flute      | 8′ |
| 45.          | Gamba               | 8′ |
| 46.          | Voix Celéste        | 8′ |
| 47.          | Harmonic Flute      | 4′ |
| 48.          | Orchestral Oboe     | 8′ |
| 49.          | Orchestral Clarinet | 8′ |
| 50.          | Tuba                | 8′ |
| 51.          | Tuba Clarion        | 4′ |
|              | Tremulant           |    |

| Pedal C–f1 |                      |     |
| 52.        | Double Open Diapason | 32′ |
| 53.        | Open Wood            | 16′ |
| 54.        | Open Metal           | 16′ |
| 55.        | Violone              | 16′ |
| 56.        | Bourdon              | 16′ |
| 57.        | Dulciana             | 16′ |
| 58.        | Octave               | 8′  |
| 59.        | Violoncello          | 8′  |
| 60.        | Dulciana             | 8′  |
| 61.        | Super Octave         | 4′  |
| 62.        | Contra Posaune       | 32′ |
| 63.        | Ophicleide           | 16′ |
| 64.        | Clarion              | 8′  |

- Koppeln:
  - Normalkoppeln: III/I, IV/I, I/II, III/II, IV/II, IV/III, II/IV, I/P, II/P, III/P, IV/P
  - Superoktavkoppeln: III/III, IV/IV
  - Suboktavkoppeln: III/III, IV/IV

## Gegenwart
Die im Jahr 2000 mit einem Kostenaufwand von ca. drei Millionen Euro restaurierte Kathedrale ist Sitz der Diözese von Lincoln der Church of England. Die in ihr befindliche öffentliche Bibliothek, die Lincoln Cathedral Library, beherbergt unter anderem eines der vier erhaltenen Exemplare der Magna Carta von 1215 sowie eine Bibel aus dem 11. Jahrhundert, die Lincoln Chapter Bible.
2001 entstand in der Kirche das Album At Lincoln Cathedral des Pianisten Howard Riley; 2005 war die Kirche Drehort für einige Szenen des Kinofilms The Da Vinci Code – Sakrileg. Auch Szenen des Films Young Victoria wurden hier gedreht. In beiden Fällen diente die Kirche als Ersatz für Westminster Abbey. Die Filmproduktionen bescherten der Kirche hohe Einnahmen und verstärkten den Besucheransturm.

## Literatur

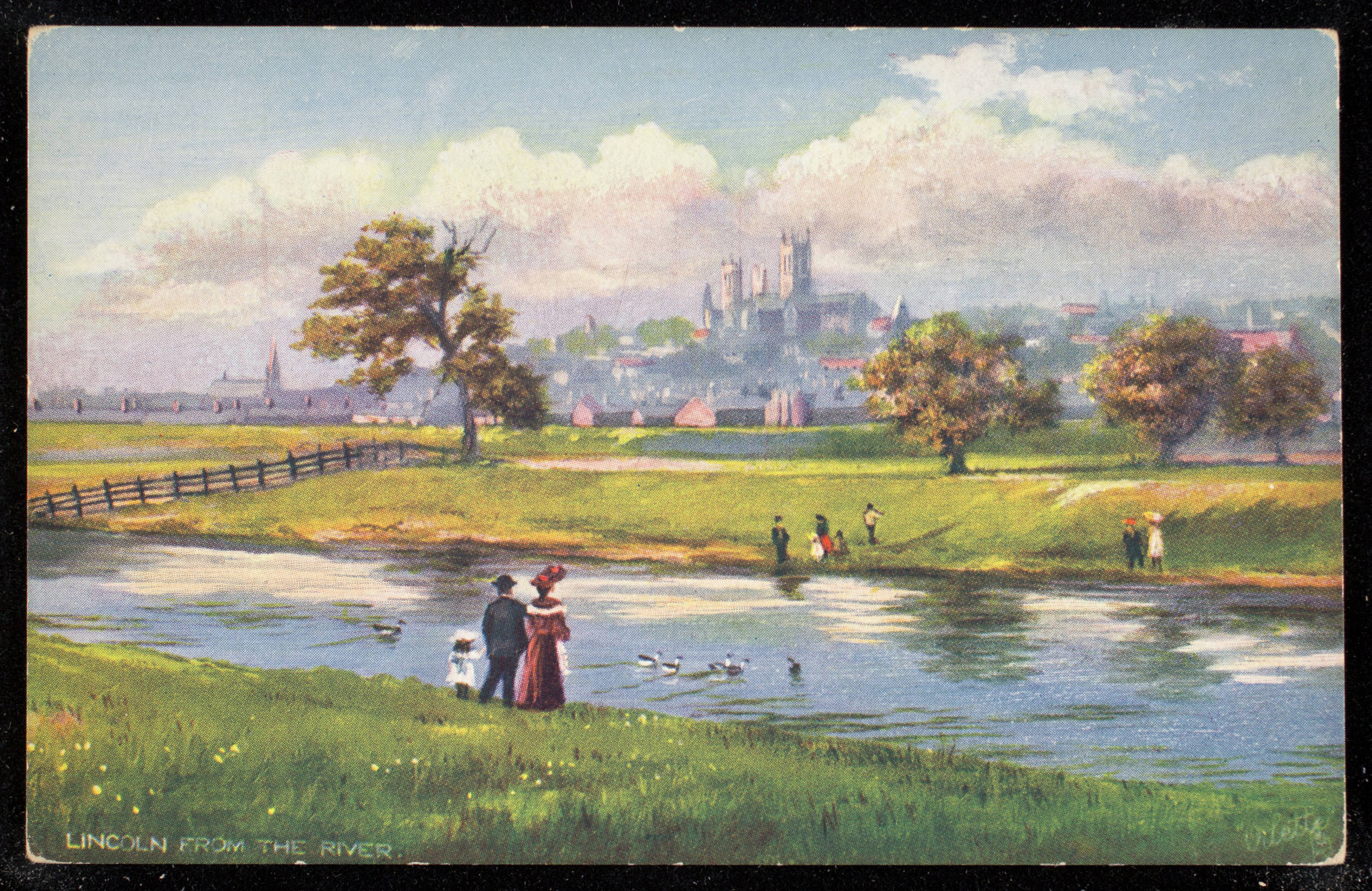
Lincoln from the River, Gemälde um 1900